# Fachinformationsdienst Geowissenschaften
Der Fachinformationsdienst Geowissenschaften (FID GEO) ergänzt die Angebote lokaler Bibliotheken durch überregionale Angebote in den Bereichen E-Publizieren, Publikation von Forschungsdaten und Digitalisierung. FID GEO arbeitet seit 2016 (anfangs unter dem Titel „Fachinformationsdienst Geowissenschaften der festen Erde“) und operiert gegenwärtig in der zweiten Förderphase (2019–2021, mit anschließender Laufzeitverlängerung).

## Angebote
Elektronische Publikation von institutionellen Serien und anderen Schriften sowie Pre- und Postprints begutachteter Forschungsarbeiten. Auf dem Repositorium für Schriften und Karten des FID GEO, GEO-LEOe-docs, sind alle über den FID GEO publizierten bzw. digitalisierten Werke frei zugänglich.
Elektronische Publikation von Forschungsdaten. Sowohl Informations- und Beratungsangebote zur Datenpublikation (z. B. Workshops) als auch die Möglichkeit, Daten über den FID GEO auf dem Fachrepositorium GFZ Data Services zu publizieren, werden angeboten. Der Schwerpunkt liegt auf Daten, die Grundlage eines Artikels in einer Fachzeitschrift sind.
Digitalisierung: Gemeinfreie Werke werden zu wissenschaftlichen Zwecken auf Anfrage digitalisiert. Für geowissenschaftliche Einrichtungen und andere Herausgeber wie Fachgesellschaften bietet der FID GEO die Digitalisierung ihrer bisher nur gedruckt erschienener Schriftenreihen an. Die Digitalisierung wird aus Projektmitteln finanziert. Alle Digitalisate sind anschließend auf GEO-LEOe-docs frei zugänglich.
Geologische Karte 1:25.000: Eine interaktive Übersichtskarte online frei verfügbarer Blätter der Geologischen Karte 1:25.000 (GK25) mit Links ist auf GEO-LEOe-docs vorhanden. Über 1000 Blätter der GK25 auf verschiedenen Websites sind von hier aus zugänglich. Darüber hinaus sind gemeinfreie Blätter der GK25 verzeichnet, die für wissenschaftlich Tätige auf Anfrage durch den FID GEO unentgeltlich digitalisiert werden können.

## Betreiber
Der FID GEO wird von der Bibliothek des Wissenschaftsparks Albert Einstein am Deutschen GeoForschungsZentrum GFZ und der Staats- und Universitätsbibliothek (SUB) Göttingen betrieben. Der FID GEO ist ein DFG-gefördertes Projekt.